# Charlie Heck
Charlie Heck (20 novembre 1996) è un giocatore di football americano statunitense che milita nel ruolo di offensive lineman per gli Arizona Cardinals della National Football League (NFL).

## Carriera

### Houston Texans
Greenard al college giocò a football a North Carolina dal 2016 al 2019. Fu scelto nel corso del quarto giro (126º assoluto) del Draft NFL 2020 dagli Houston Texans. Nella sua stagione da rookie disputò 3 partite, di cui una come titolare.

### Arizona Cardinals
L'11 settembre 2024 Heck firmò con la squadra di allenamento degli Arizona Cardinals.

## Vita privata
Heck è il figlio di Andy Heck, ex giocatore della NFL e allenatore della linea offensiva dei Kansas City Chiefs.